# Oberfranken
Oberfranken ist der nordöstliche Teil der bayerischen Region Franken. Es ist sowohl ein bayerischer Regierungsbezirk als auch ein Bezirk als Selbstverwaltungskörperschaft. Letzteres bedeutet das Recht, eigene Wappen und Fahnen zu führen. Verwaltungssitz des Bezirks und zugleich Sitz des Regierungspräsidenten und der Regierung von Oberfranken ist Bayreuth.
Oberfranken grenzt an die Länder Thüringen und Sachsen, an die Tschechische Republik (Karlsbader Region (Karlovarský kraj)) und an die bayerischen Regierungsbezirke Oberpfalz, Mittelfranken und Unterfranken (Aufzählung im Uhrzeigersinn ab Thüringen im Norden).
Der Name Oberfranken bezieht sich auf die Lage zum Main. Oberfranken liegt an dessen Oberlauf und Unterfranken am Unterlauf. Diese Benennung geht zurück auf die Bildung des Mainkreises im Zuge der von Graf Montgelas 1808 verfassten bayerischen Konstitution. Die Einteilung der Territorien wurde dem französischen Vorbild angeglichen und orientierte sich primär an Flussnamen.

## Wappen und Flagge
Blasonierung: „Über rotem Schildfuß, darin drei silberne Spitzen, zweimal gespalten: vorne in Gold ein mit einer silbernen Schrägleiste überdeckter, links gewendeter, rot bewehrter schwarzer Löwe; Mitte geviert von Silber und Schwarz; hinten fünfmal geteilt von Schwarz und Gold, belegt mit einem schräggestellten und geschwungenen grünen Rautenkranz.“
Das Wappen erinnert im oberen Teil an die drei maßgeblichen historischen Territorien in Oberfranken: Der schwarze Löwe auf goldenem Grund am linken Rand steht für das Hochstift Bamberg, das Geviert von Silber und Schwarz versinnbildlicht das hohenzollerische Markgraftum Brandenburg-Bayreuth, während der rechte Teil in Gold, Schwarz und Grün für das Herzogtum Sachsen-Coburg steht. Die Symbole der drei ehemaligen Gebiete stehen auf dem fränkischen Rechen im Schildfuß.
Die Flagge Oberfrankens stellt eine auf den Kopf gestellte weiß-rote Frankenfahne mit mittig angeordnetem Bezirkswappen dar.

## Gliederung

### Aktuelle Gliederung

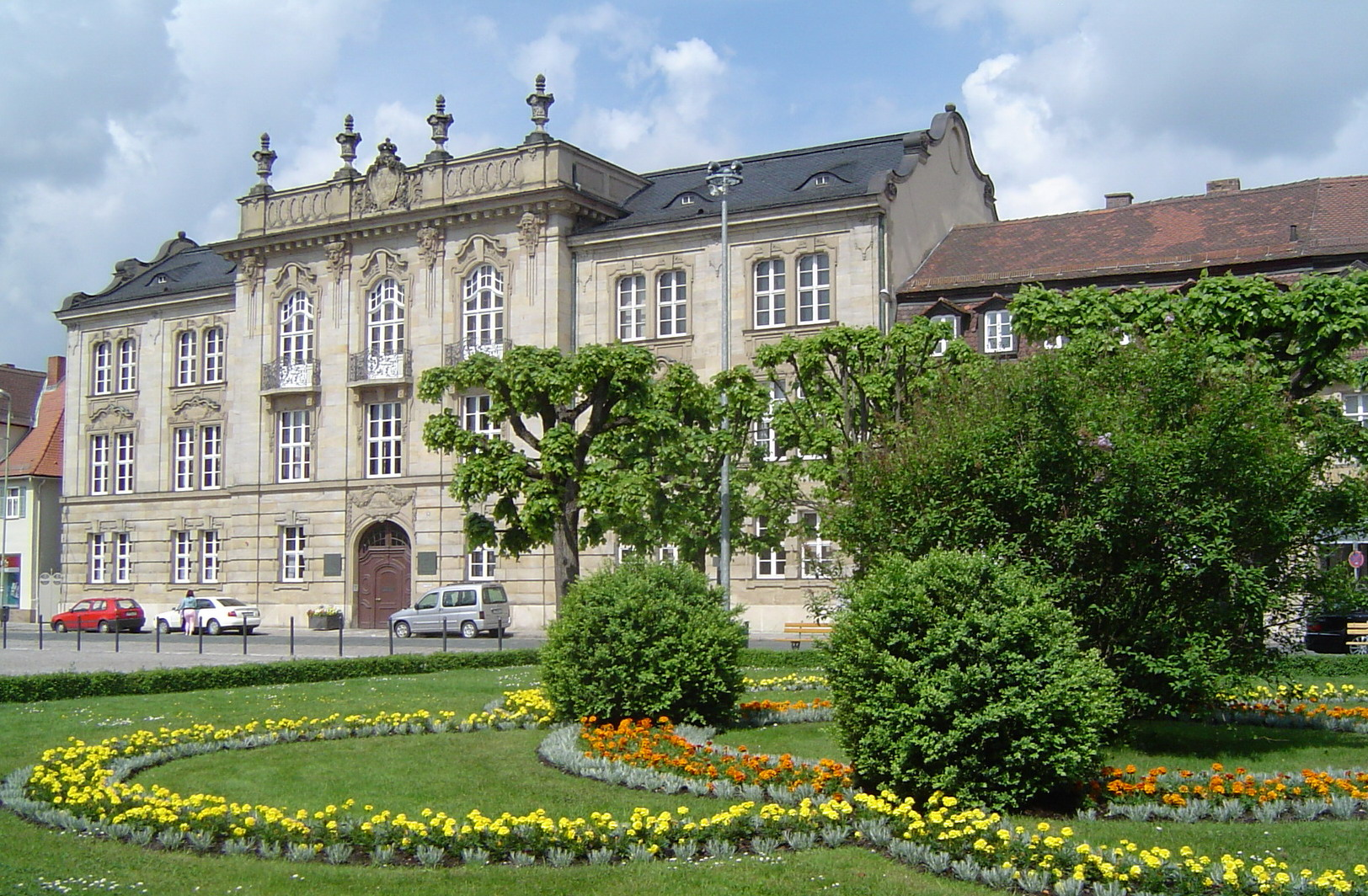
Präsidialbau der Regierung von Oberfranken

Der Regierungsbezirk Oberfranken umfasst vier kreisfreie Städte und neun Landkreise:

#### Kreisfreie Städte
- Bamberg
- Bayreuth
- Coburg
- Hof (Saale)

#### Landkreise
- Landkreis Bamberg
- Landkreis Bayreuth
- Landkreis Coburg
- Landkreis Forchheim
- Landkreis Hof
- Landkreis Kronach
- Landkreis Kulmbach
- Landkreis Lichtenfels
- Landkreis Wunsiedel im Fichtelgebirge

### Gliederung vor 1972

#### Kreisfreie Städte
- Bamberg
- Bayreuth
- Coburg
- Forchheim (heute Große Kreisstadt im Landkreis Forchheim)
- Hof
- Kulmbach (heute Große Kreisstadt im Landkreis Kulmbach)
- Marktredwitz (heute Große Kreisstadt im Landkreis Wunsiedel im Fichtelgebirge)
- Neustadt bei Coburg (heute Große Kreisstadt im Landkreis Coburg)
- Selb (heute Große Kreisstadt im Landkreis Wunsiedel im Fichtelgebirge)

#### Landkreise
- Landkreis Bamberg
- Landkreis Bayreuth
- Landkreis Coburg
- Landkreis Ebermannstadt
- Landkreis Forchheim
- Landkreis Höchstadt an der Aisch
- Landkreis Hof
- Landkreis Kronach
- Landkreis Kulmbach
- Landkreis Lichtenfels
- Landkreis Münchberg
- Landkreis Naila
- Landkreis Pegnitz
- Landkreis Rehau
- Landkreis Stadtsteinach
- Landkreis Staffelstein
- Landkreis Wunsiedel

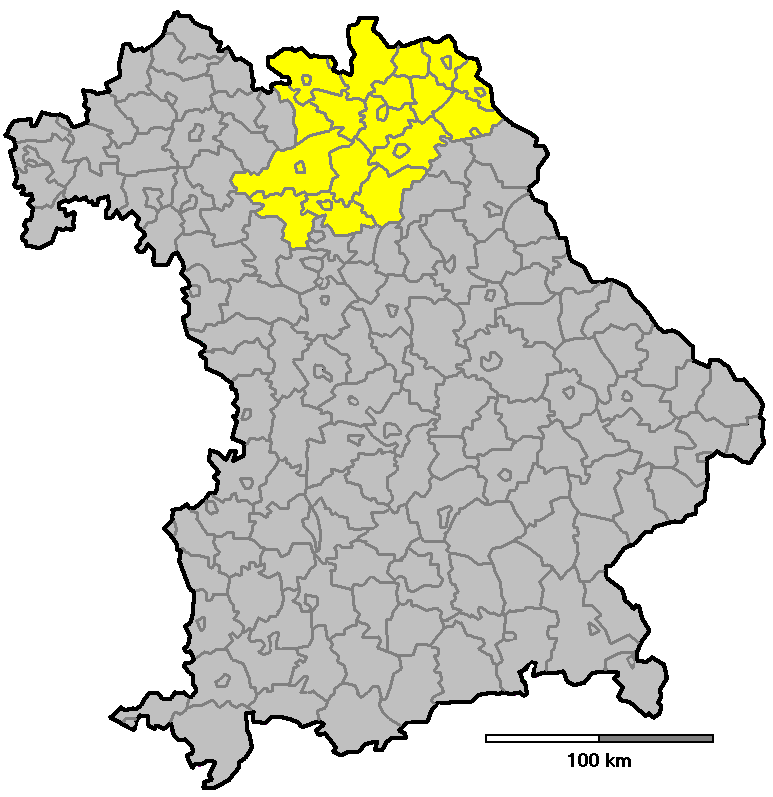
Landkreisgrenzen bis zur Gebietsreform in Bayern

Bis nach dem Zweiten Weltkrieg wurden die Regierungsbezirke Mittelfranken und Oberfranken gemeinsam verwaltet.

### Größte Städte
| Stadt               | Landkreis                   | Einwohner 1 | Bild                                                      |
| ------------------- | --------------------------- | ----------- | --------------------------------------------------------- |
| Bamberg             | kreisfrei                   | 80.580      | Bamberger Dom                                             |
| Bayreuth            | kreisfrei                   | 74.907      | Marktplatz Bayreuth                                       |
| Hof                 | kreisfrei                   | 46.963      | Theresienstein Hof                                        |
| Coburg              | kreisfrei                   | 42.139      | Coburger Marktplatz mit dem Stadthaus                     |
| Forchheim           | Forchheim                   | 33.610      | Rathaus Forchheim                                         |
| Kulmbach            | Kulmbach                    | 26.052      | Kulmbacher Innenstadt                                     |
| Lichtenfels         | Lichtenfels                 | 20.403      | Marktplatz Lichtenfels                                    |
| Marktredwitz        | Wunsiedel im Fichtelgebirge | 17.254      | Markt mit Altem Rathaus und St.-Bartholomäus-Kirche       |
| Kronach             | Kronach                     | 16.924      | Kronach, Stadtaufbau an der Haßlach mit Festung Rosenberg |
| Neustadt bei Coburg | Coburg                      | 15.089      | Muppberg, vom Generalsblick aus gesehen                   |
| Selb                | Wunsiedel im Fichtelgebirge | 14.727      | Selber Innenstadt                                         |
| Pegnitz             | Bayreuth                    | 13.741      | Pegnitz aus der Luft                                      |
| Rödental            | Coburg                      | 12.947      | Domäne Oeslau in Rödental                                 |
| Hirschaid 2         | Bamberg                     | 12.607      | Ortsmitte von Hirschaid                                   |
| Bad Staffelstein    | Lichtenfels                 | 10.651      | Rathaus Bad Staffelstein                                  |
| Münchberg           | Hof                         | 10.200      | Münchberg vom Rosenbühl aus                               |

## Geographie

### Landschaften
- Coburger Land
- Itzgrund
- Fichtelgebirge
- Frankenwald
- Fränkische Schweiz
- Bayerisches Vogtland
- Haßberge

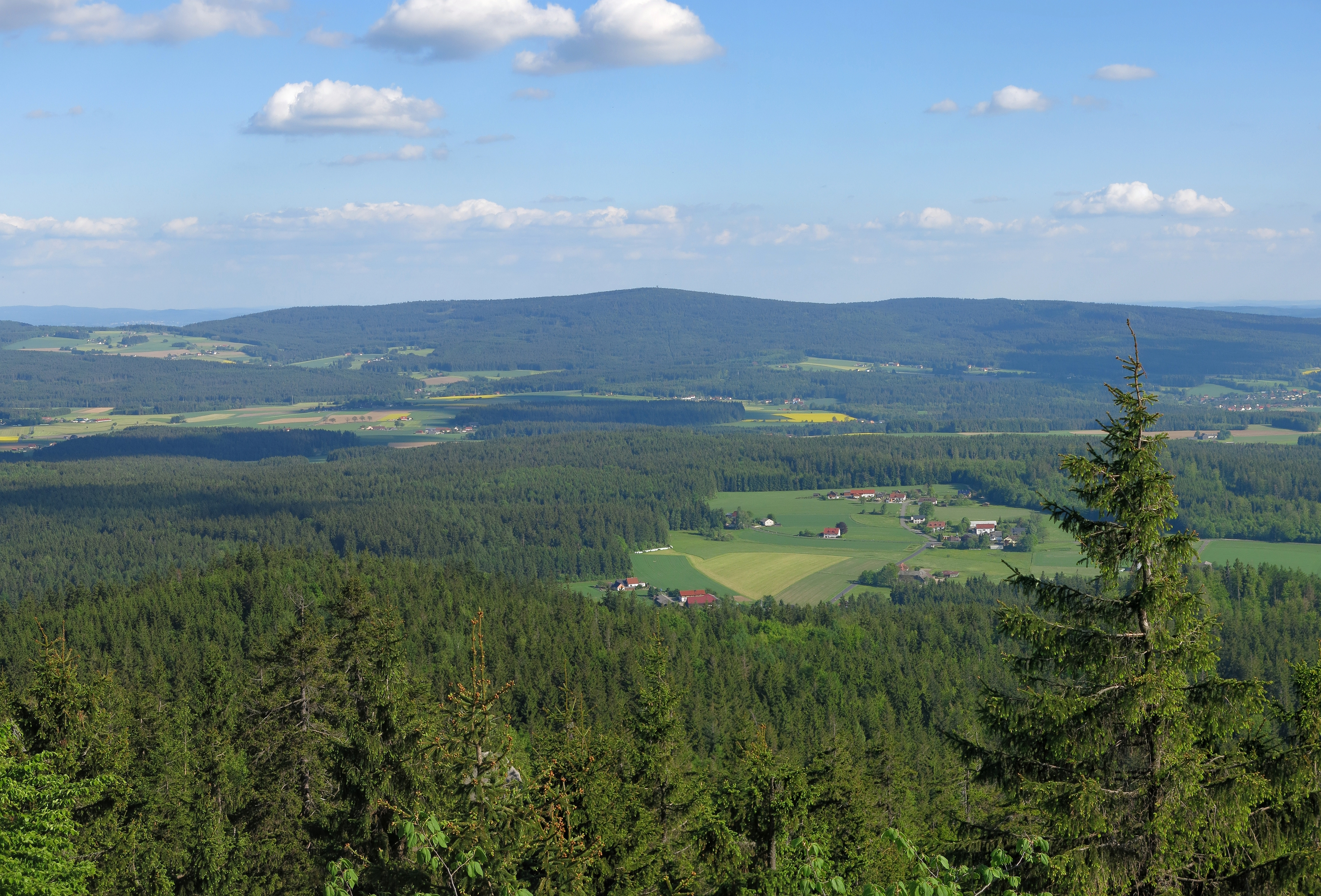
Hohes Fichtelgebirge (2006)

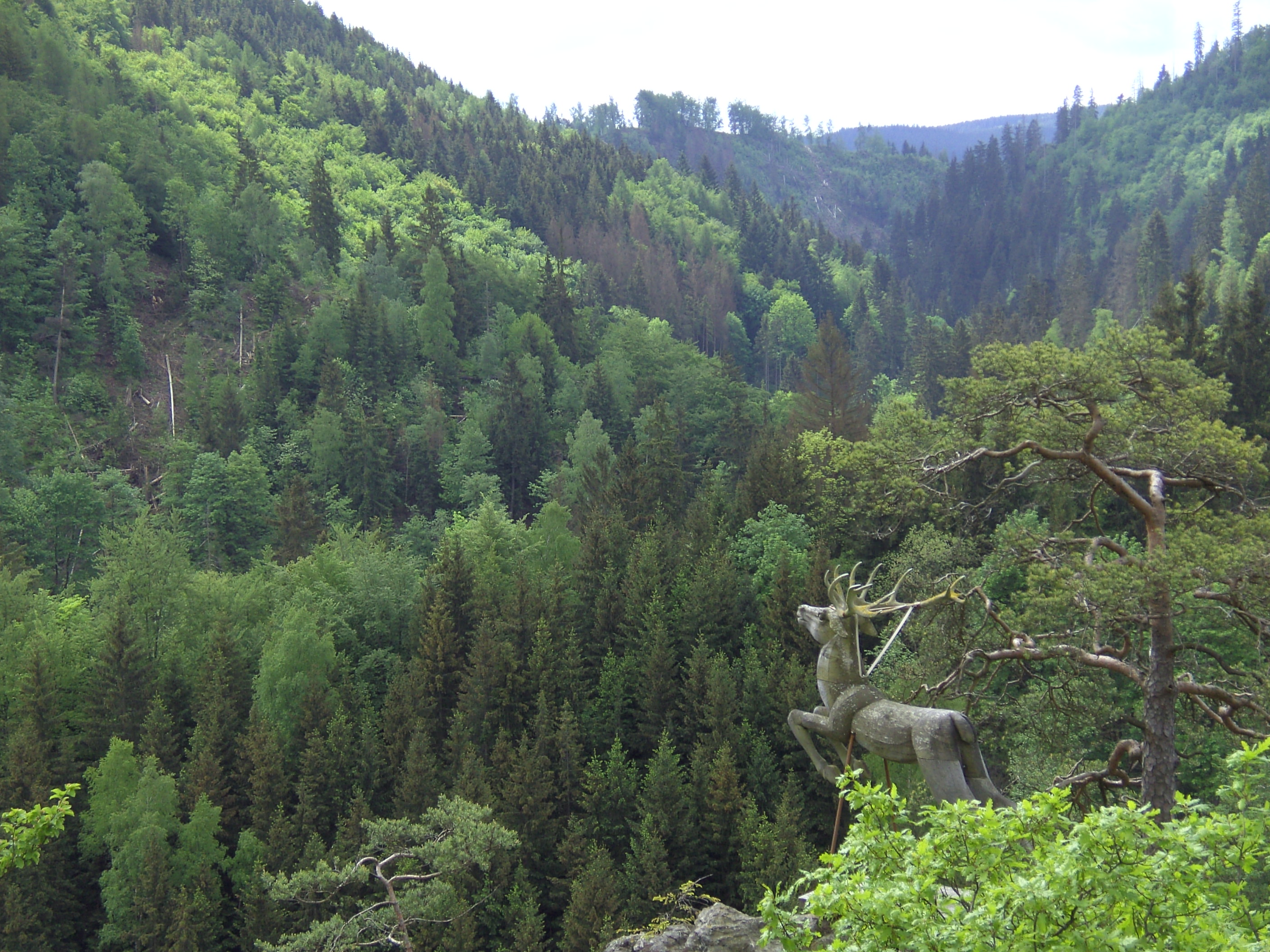
Höllental im Frankenwald

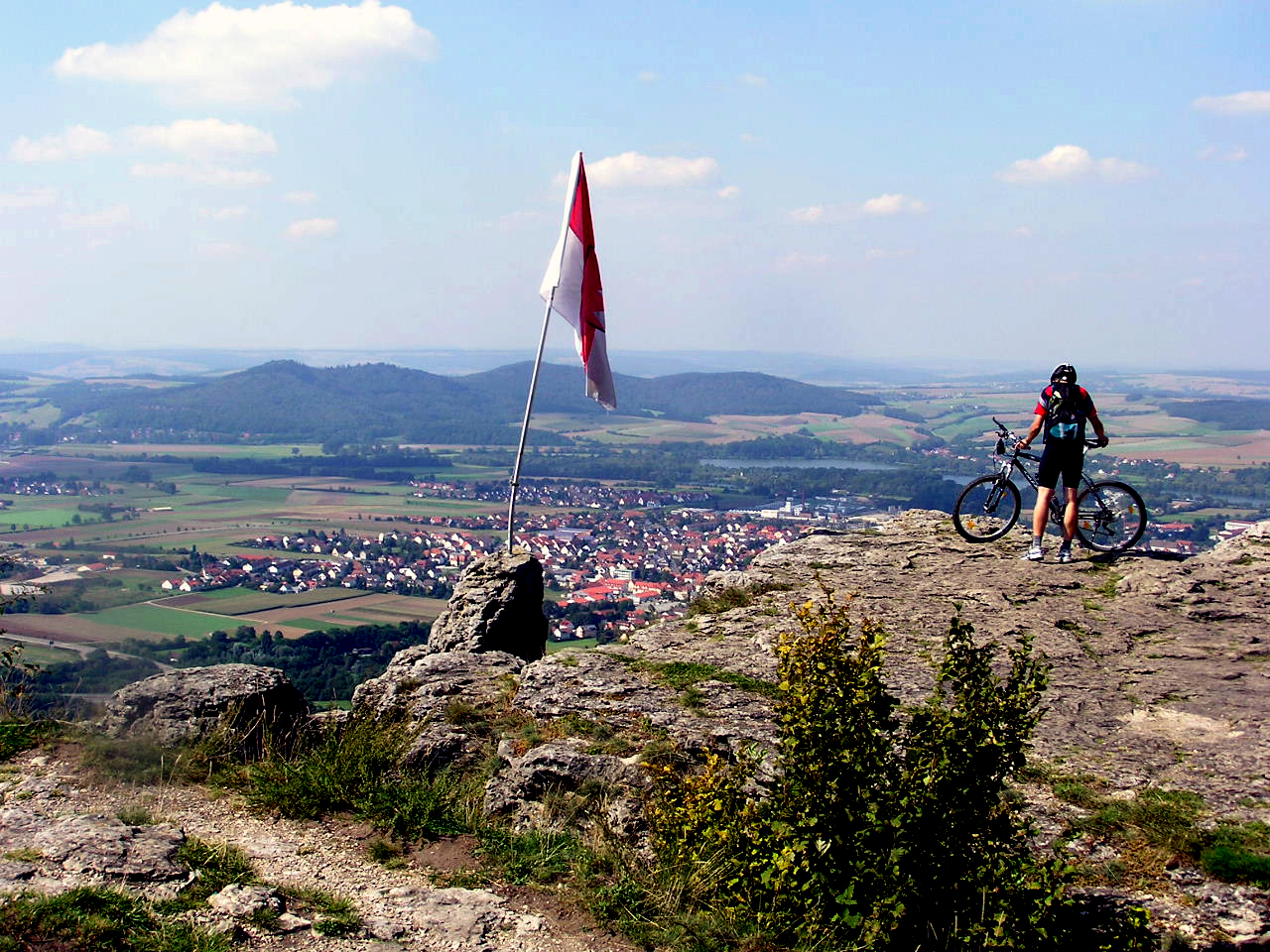
Zum Heil’gen Veit vom Staffelstein (2005)

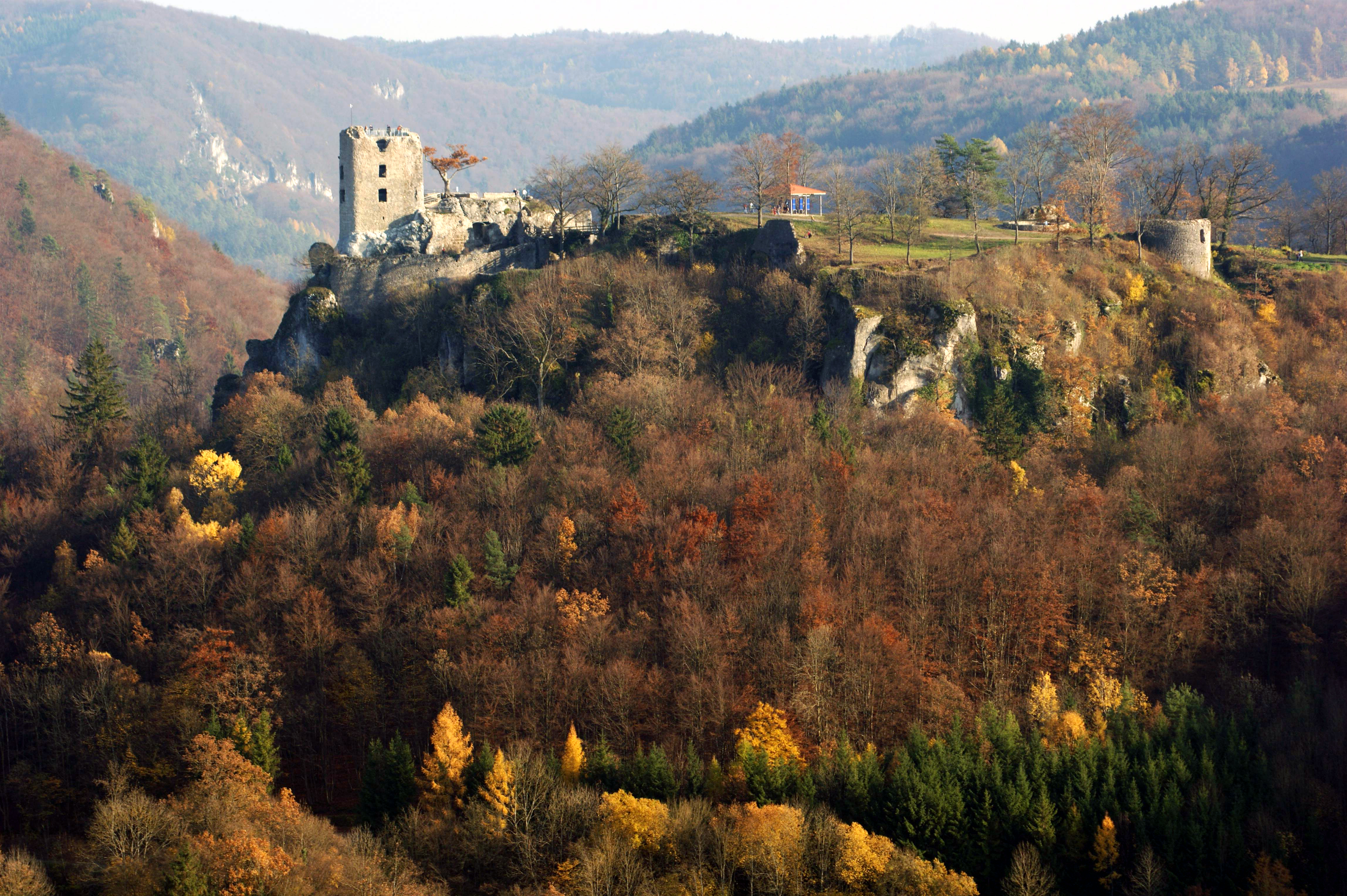
Fränkische Schweiz (2008)

- Obermainland/Obermainisches Hügelland
- Nördliche Fränkische Alb
- Regnitztal
- Münchberger Hochfläche
- Steigerwald

### Flüsse
- Main
- Saale
- Pegnitz
- Regnitz
- Kössein
- Röden
- Haßlach
- Itz
- Weismain
- Wiesent
- Rodach
- Kronach
- Steinach
- Selbitz
- Eger
- Ölschnitz (Roter Main)
- Ölschnitz (Weißer Main)
- Röslau (Fluss)

## Geschichte

### Vor- und Frühgeschichte
Johann Friederich Esper beschrieb bereits zwischen 1774 und 1790 einige Höhlen der Fränkischen Alb und J. B. Fischer grub 1788 die Grabhügel von Mistelgau im Landkreis Bayreuth aus. Die älteste Anwesenheit von Menschen ist durch Werkzeuge aus Lydit aus dem Riß-Würm-Interglazial (120000–80000 v. Chr.) belegt, die die Neandertaler fertigten. Die nächsten Artefakte sind nur wenig jünger und stammen aus dem Präsolutréen von Kösten, einem Stadtteil von Lichtenfels. Das frühe und mittlere Spätpaläolithikum ist in Oberfranken bisher nicht, das Jungpaläolithikum undeutlich vertreten. Der Nachweis von neolithischen Siedlungen der Bandkeramiker, die ab 5500 v. Chr. auftraten, ist besonders im Bereich des Altneolithikums im Maintal möglich. Hier sind u. a. mehr als 50 vor- und frühgeschichtliche Erdwerke oder Ringwälle bekannt, deren Größe zwischen 3 und 50 Hektar schwankt. Die größten liegen in Hetzles, Rödlas und Wiesenthau-Schlaifhausen im Landkreis Forchheim und auf dem Staffelberg in Bad Staffelstein-Romansthal im Landkreis Lichtenfels. Grabfunde liegen aber überhaupt nicht vor. Die bedeutendsten Fundplätze sind zwei Höhlen, die Jungfernhöhle von Tiefenellern und der Hohle Stein bei Schwabthal. Siedlungen aus dieser Zeit, die untersucht wurden, waren in Altenbanz und Zilgendorf. Auch die darauffolgenden Kulturen sind dort bis in die frühe Bronzezeit nicht sonderlich stark repräsentiert. Siedlungen fehlen auch aus der mittleren Bronzezeit. Die Hortfunde von Forchheim und Hollfeld belegen jedoch die relativ dünne Besiedlung in der Frühzeit. Die Anwesenheit von typischen Artefakten zeigt eine Orientierung nach Hessen und Thüringen. In der Urnenfelderzeit (1300–750 v. Chr.) werden die Spuren deutlicher und die Zahl der Depots nimmt zu. Gräber wie das so genannte Adelsgrab von Eggolsheim, Landkreis Forchheim gewähren Einblicke in die Sepulkralkultur. Die darauffolgende Hallstattzeit ist durch Gräber und Grabhügel stark vertreten, sodass von einer dichteren Besiedlung auszugehen ist. In der La-Tène-Zeit (500–100 v. Chr.) war Oberfranken ein Kernbereich der tönernen Pferdeplastiken. Auch zahlreiche Funde römischer Herkunft wurden gemacht.

### Mittelalter und Neuzeit
In der Völkerwanderungszeit dehnten zuerst die Thüringer ihren Einflussbereich nach Oberfranken aus. Nach Chlodwigs Sieg 496 n. Chr. über die Alemannen in der Schlacht von Zülpich geriet zunächst das westliche Maingebiet unter fränkischen Einfluss. Als im Jahre 531 (Schlacht bei Burgscheidungen) auch die Thüringer geschlagen wurden, geriet das ganze Maintal unter fränkische Herrschaft. Es war jedoch auch slawische Zuwanderung zu beobachten (Bavaria Slavica). Die Slawen wurden bereits im Hochmittelalter vollständig assimiliert. Ein typischer Namensbestandteil slawischen Ursprungs ist zum Beispiel die Ortsnamensendung „-itz“.
1442 wurden durch Albrecht III. die Juden aus dem Herzogtum Bayern vertrieben, der Landshuter Herzog Ludwig IX. folgte 1450 diesem Beispiel. Die Vertriebenen siedelten sich vorwiegend in den Reichsritterschaften Frankens und Schwabens an, wo sich heute die meisten der jüdischen Friedhöfe Bayerns befinden. Allein in Oberfranken existieren daher 20 jüdische Begräbnisstätten.
Das Gebiet des heutigen Oberfrankens bestand später im Wesentlichen aus den zwei historischen Territorien des Hochstifts Bamberg und des hohenzollernschen (seit 1791/1792 preußischen) Fürstentums Bayreuth (auch: Markgraftum Brandenburg-Bayreuth bzw. früher Brandenburg-Kulmbach). Zudem war Oberfranken, wie Franken überhaupt, durch viele kleinräumige Herrschaften geprägt, deren Träger sich vorwiegend aus dem Ritterstand rekrutierten. Aufgrund der großen Zahl der Herrschaftsträger neben den größeren Territorialherren kann man den fränkischen Raum als „Adelslandschaft“ bezeichnen, die in dieser Form im Alten Reich einmalig war. Die Ritter in Franken waren in der Regel reichsunmittelbar, also nur dem Kaiser untertan. Der Fränkische Ritterkreis untergliederte sich in die sechs Kantone: Altmühl, Baunach, Gebirg, Odenwald, Rhön-Werra und Steigerwald. Die meisten Rittersitze im heutigen Oberfranken gehörten zum Kanton Gebirg.
Nach der Abdankung des letzten Markgrafen von Ansbach-Bayreuth, Karl Alexander, gingen die beiden Hohenzollern-Markgraftümer an die preußische Linie in Berlin über. Das Königreich Preußen unter dem leitenden Minister Karl August von Hardenberg versuchte nun, Vorstellungen moderner Staatlichkeit auch in den neu erworbenen fränkischen Provinzen durchzusetzen, z. B. durch Mediatisierungen.
Die Vertreter der Fränkischen Ritterschaft sowie weiterer betroffener Territorialherren wandten sich rechtsuchend an den Wiener Hof, um sich gegen die Mediatisierungsversuche Preußens zu wehren. Aufgrund der Belastung durch die Koalitionskriege gegen das revolutionäre Frankreich waren die Einflussmöglichkeiten des Kaisers jedoch gering.
Im Jahre 1795 schloss Preußen einen Separatfrieden mit Frankreich (Frieden von Basel). Nun konnte Preußen noch ungehinderter seine Mediatisierungspolitik in Franken durchsetzen, die seit den späten 1790er Jahren praktisch abgeschlossen war. Die Markgraftümer Ansbach und Bayreuth waren nun geschlossene Territorien, in denen einheitlich das Allgemeine Landrecht für die Preußischen Staaten galt.
Nach der militärischen Besetzung Bambergs durch das Königreich Bayern entstand am 29. November 1802 zunächst die Bayerische Provinz Bamberg, die am 1. Oktober 1808 in Mainkreis umbenannt wurde. Das Königreich Bayern kaufte das von 1806 bis 1810 als pays reservé (Napoleons Privatbesitz) unter französischer Herrschaft stehende Markgraftum Bayreuth für 15 Millionen Francs von den Franzosen und übernahm es am 30. Juni 1810. So entstand der Obermainkreis mit Bayreuth als Hauptstadt. Den Namen Oberfranken trägt der Bezirk seit dem 1. Januar 1838 in Anlehnung an das Herzogtum Franken, in dessen ehemaligem Ostteil er liegt. Seine Abrundung erhielt der Bezirk, als zum 1. Juli 1920 der Freistaat Coburg nach Bayern eingegliedert wurde. Im Zuge der Staatsvereinfachung wurden 1932/33 die Regierungen von Oberfranken und Mittelfranken in Ansbach vereinigt. 1946 wurde die Wiederherstellung des Regierungsbezirks Oberfranken beschlossen, 1949 kehrte die Regierung nach 16-jährigem „Exil“ nach Bayreuth zurück. Die ersten Wahlen für den Bezirkstag erfolgten 1954.
Kleinere Veränderungen des Gebiets von Oberfranken brachte schließlich die bayerische Gebietsreform von 1972. Der Großteil des Landkreises Höchstadt an der Aisch ging an Mittelfranken, hingegen kamen Gemeinden aus Unterfranken und der Oberpfalz zu Oberfranken.
Teilgebiete Oberfrankens und der Oberpfalz, ein Korridor von Hof bis nach Weiden, zu dem auch Bayreuth gehört, waren von der Mitte des 19. Jahrhunderts bis zur Mitte des 20. Jahrhunderts nach dem Ruhrgebiet der am dichtesten industrialisierte Raum innerhalb Deutschlands. Es gab enge Handels- und Wirtschaftsbeziehungen mit Thüringen und Sachsen. Schätzungen zufolge gab es in Oberfranken im Herbst 1944 rund 34.000 vorwiegend osteuropäische Zwangsarbeiter, die vor allem in der Industrie eingesetzt waren.
Ein amerikanischer Militärrabbiner förderte ab Januar 1946 maßgeblich den Zustrom ehemaliger jüdischer KZ-Häftlinge aus überfüllten Flüchtlingslagern. In Oberfranken entstanden 13 „Jewish Farms“, landwirtschaftliche Kollektive und handwerkliche Lehrwerkstätten, in denen junge Juden auf ein künftiges Leben in Kibbuzim in Palästina vorbereitet werden sollten. Unter dem Namen „Geulim“ wurde im November 1945 ein Vorläufer in Zettlitz bei Bindlach eröffnet; je zwei weitere Kibbuzim wurden in Altencreußen und Prebitz, jeweils ein Kibbuz wurde u. a. in Losau, Voita, Windischenlaibach und Theta (Kibbuz „Affikim“ auf dem Forkenhof) eingerichtet. Zahlreiche Hakenkreuzschmierereien und Schändungen jüdischer Friedhöfe belegen den nach wie vor vorhandenen virulenten Antisemitismus in Oberfranken. Juden wurden als von den Amerikanern verpflegte „schachernde“ Schwarzmarkthändler diffamiert, was der Realität nicht entsprach. Philip Sidney Bernstein, Militärrabbiner und Berater der United States Army, äußerte im Mai 1947 vor der UN Commission for Palestine in München, bei einem theoretischen Abzug der US-Besatzungsmacht wären bereits am folgenden Tag Pogrome zu erwarten.
Nach dem Ende des Zweiten Weltkriegs, der Gründung zweier deutschen Staaten und dem Mauerbau am 13. August 1961 endete die Ära der wirtschaftlichen Blüte dieser Region. Um sie wieder wirtschaftlich voranzubringen, griff man auf strukturpolitische Maßnahmen zurück. Dazu gehörten eine Auflockerung der Branchenstruktur und eine Anhebung des Qualitätsniveaus, um eine Wettbewerbsfähigkeit zu garantieren. Durch diese Maßnahmen konnte die ständige Bevölkerungsabnahme der Region fast gänzlich gestoppt werden. Um junge Menschen, dabei vor allem junge Absolventen der Gymnasien, in der Umgebung von Bayreuth und der nördlichen Oberpfalz zu halten und diesen eine Zukunftsperspektive zu geben, entschied man sich 1971 zur Errichtung der Universität Bayreuth. Ähnlich wie in Regensburg, dessen Universität 1962 gegründet wurde, führte auch in Bayreuth die Gründung einer Universität zu einem stetigen Bevölkerungsanstieg. Ihren Forschungsbetrieb nahm die Universität Bayreuth, deren Grundstein im März 1974 südlich der Stadtteile Kreuzstein und Birken gelegt wurde, im Wintersemester 1975/1976 auf. Daneben waren Areale am Roten Hügel und in Wendelhöfen im Gespräch.
Ähnlich war die Situation auch in Hof. Nachdem 1974 die Hochschule für den öffentlichen Dienst in Bayern gegründet worden war, entschied man sich, den Fachbereich Allgemeine Innere Verwaltung in die Stadt zu verlegen. 1983 konnte der reguläre Lehrbetrieb aufgenommen werden. 1994 kam der Beschluss, neben dem Fachbereich der Hochschule für den Öffentlichen Dienst auch die Hochschule für Angewandte Wissenschaften in Hof zu bauen.

## Wirtschaft
Die Region Oberfranken hat die zweithöchste Industriedichte Europas. Am Wissenschafts- und Industriestandort sind viermal mehr Hidden Champions als im Bundesdurchschnitt angesiedelt. Die Innovationskraft der Region zeigt sich auch, verglichen mit dem Bundesdurchschnitt, in der doppelt so hohen Anzahl an Patentanmeldungen. Gemessen am Bruttoinlandsprodukt gehört Oberfranken zu den wohlhabenderen Regionen der EU mit einem Index von 113 (EU27: 100, Deutschland: 116) (2008). Über ein Viertel aller Betriebe sind Automobilzulieferer.

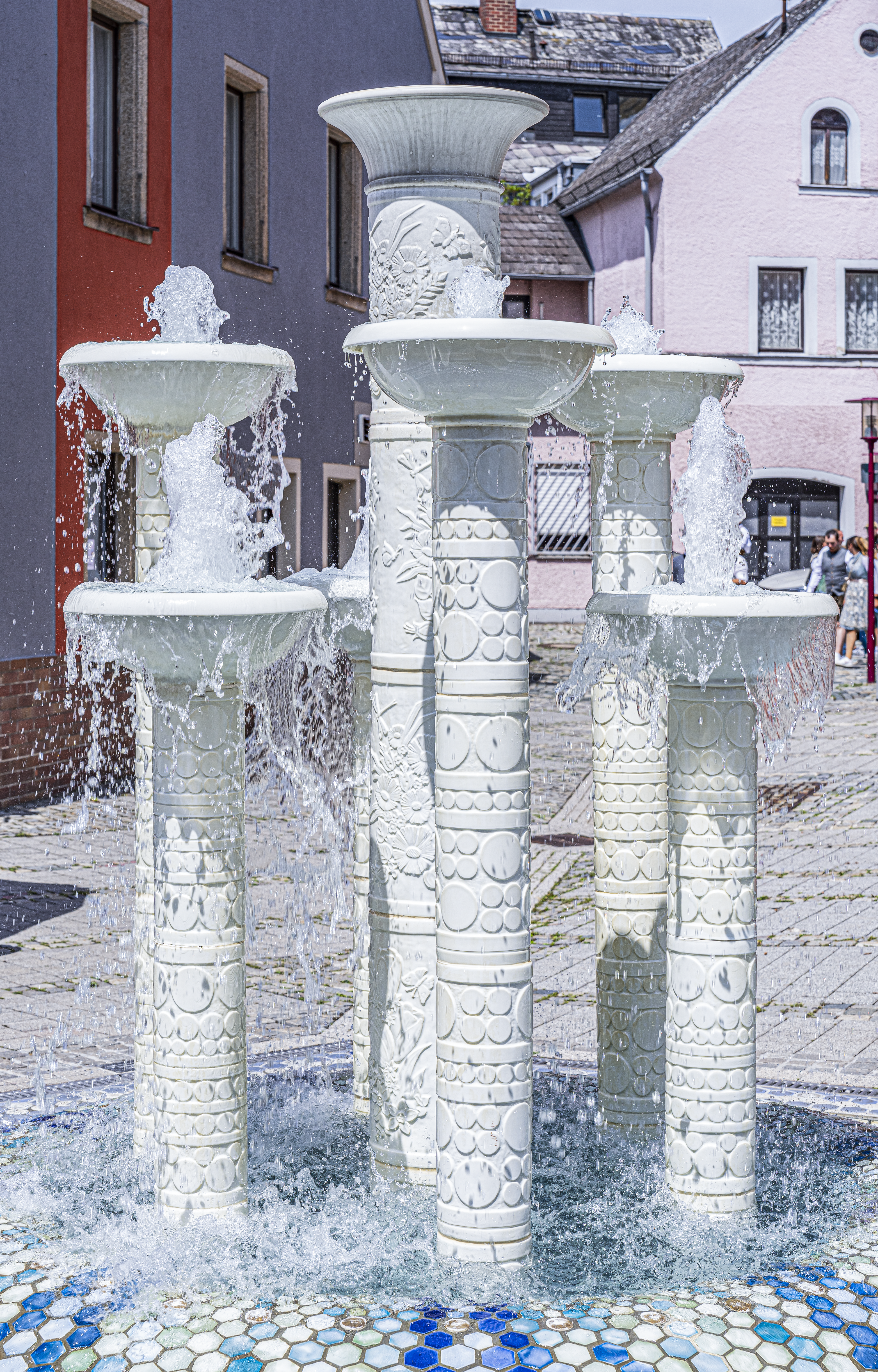
Porzellanbrunnen (Selb) (2025)

Wichtigste Industriebranchen nach Beschäftigtenzahl sind (Stand: September 2005):
- Kunststoffwaren (16.100)
- Maschinenbau (13.400)
- Keramik und Glas (11.700)
- Metallerzeugnisse (9900)
- Textilien (9400)
- Nahrungsmittel

Erwerbstätige nach Wirtschaftsbereichen 2020:
- Land- und Forstwirtschaft, Fischerei (7.900)
- Produzierendes Gewerbe (186.800)
- Handel, Verkehr und Gastgewerbe (136.400)
- Unternehmensdienstleistungen (72.100)
- öffentliche und private Dienstleistungen (185.200)
- Gesamt: 588.400

Der Raum Hof-Bayreuth-Kulmbach zählt zu den wichtigsten Textilzentren Deutschlands, der Landkreis Wunsiedel ist das Zentrum der deutschen Keramikindustrie (Haushaltsporzellan, Hotelporzellan und technische Keramiken), der Raum Lichtenfels-Coburg ist Zentrum der deutschen Polstermöbelindustrie.
Im Dienstleistungssektor ist der Tourismus bedeutend.
Die wirtschaftlichen Interessenvertretungen Oberfrankens sind die Industrie- und Handelskammer für Oberfranken Bayreuth, die Industrie- und Handelskammer zu Coburg und die Handwerkskammer für Oberfranken mit Sitz in Bayreuth.

## Öffentliche Einrichtungen
Das Polizeipräsidium Oberfranken sorgt zusammen mit der Bundespolizei und ihren drei Revieren in Hof, Bamberg, Bayreuth und einer Inspektion in Selb für die Sicherheit. Daneben gibt es das Bundespolizeiaus- und -fortbildungszentrum Bamberg.
Der Zoll unterhält die Zollämter Hof-Marktredwitz, Coburg, Bayreuth und Bamberg. Diese sind den Hauptzollämtern Regensburg und Schweinfurt zugeordnet.
Das THW unterhält 13 Ortsverbände und 2 Regionalstellen in Oberfranken.
Es gibt 20 Krankenhäuser und 14 Fachkrankenhäuser.
Die Bundeswehr ist mit einer Kompanie der Regionalen Sicherungs- und Unterstützungskräfte (RSU) vertreten. Die einzige verbliebene Kaserne der Bundeswehr in Oberfranken befindet sich in Hof. Karriereberatungsbüros gibt es in Bayreuth und Bamberg.

### Medien
Das größte Medienhaus in Oberfranken ist die Mediengruppe Oberfranken mit Sitz in Bamberg. Dazu gehören vor allem Tageszeitungen (u. a. Fränkischer Tag/Raum Bamberg, Bayerische Rundschau/Raum Kulmbach), Wochenblätter, Internetzeitungen (inFranken.de) und Radiosender (Radio Bamberg, Radio Plassenburg). Fachzeitschriften, Ergänzungswerke und Arbeitshilfen gibt die MGO Fachverlage mit Sitz in Kulmbach heraus.
In Hof befindet sich das zweitgrößte Verlagshaus in Oberfranken, die Frankenpost (Ausgaben Stadt- und Landkreis Hof, Fichtelgebirge, Naila-Münchberg und Kulmbach), daneben gibt es die Wochenzeitung Blickpunkt. Außerdem hat die Stadt zwei Radiosender, Radio Euroherz und Extra-Radio sowie den einzigen Fernsehsender des Regierungsbezirks, TV Oberfranken.
Der Bayerische Rundfunk unterhält in Oberfranken die Studios Bamberg, Bayreuth, Coburg, Hof und Fichtelgebirge in Marktredwitz.

## Kunst und Kultur

### Einrichtungen und Veranstaltungen

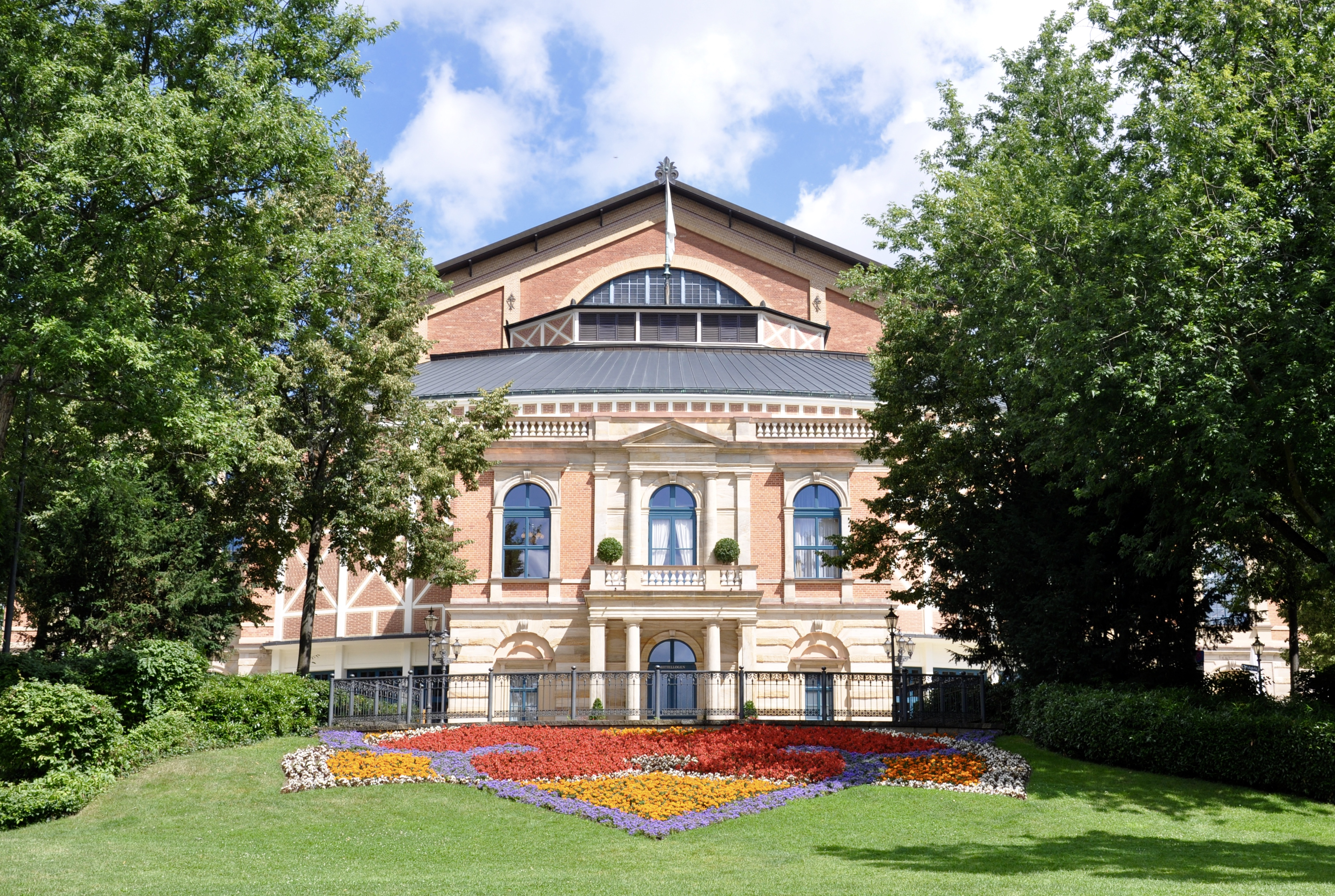
Richard-Wagner-Festspielhaus 2016

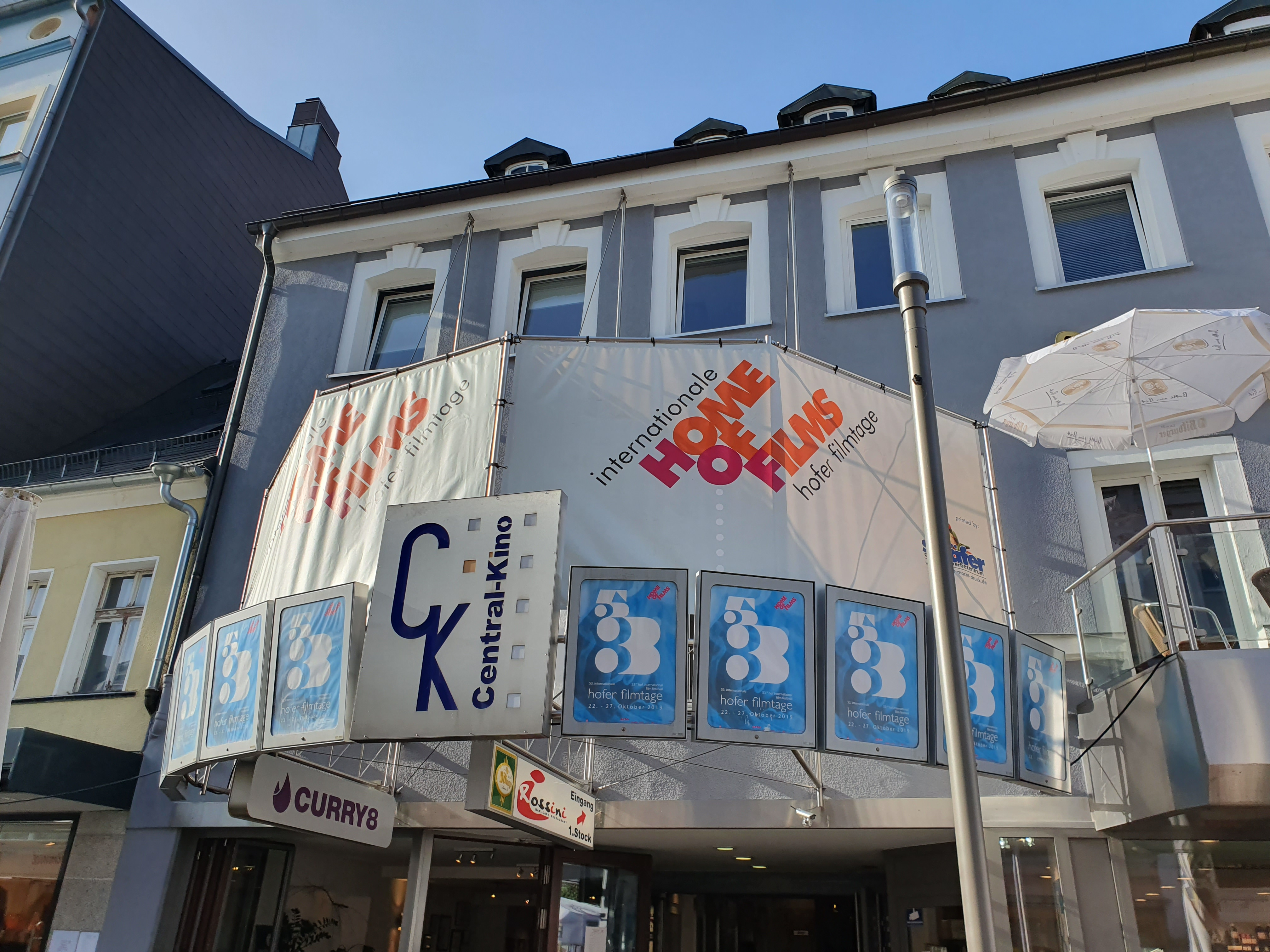
Hofer Filmtage 2019

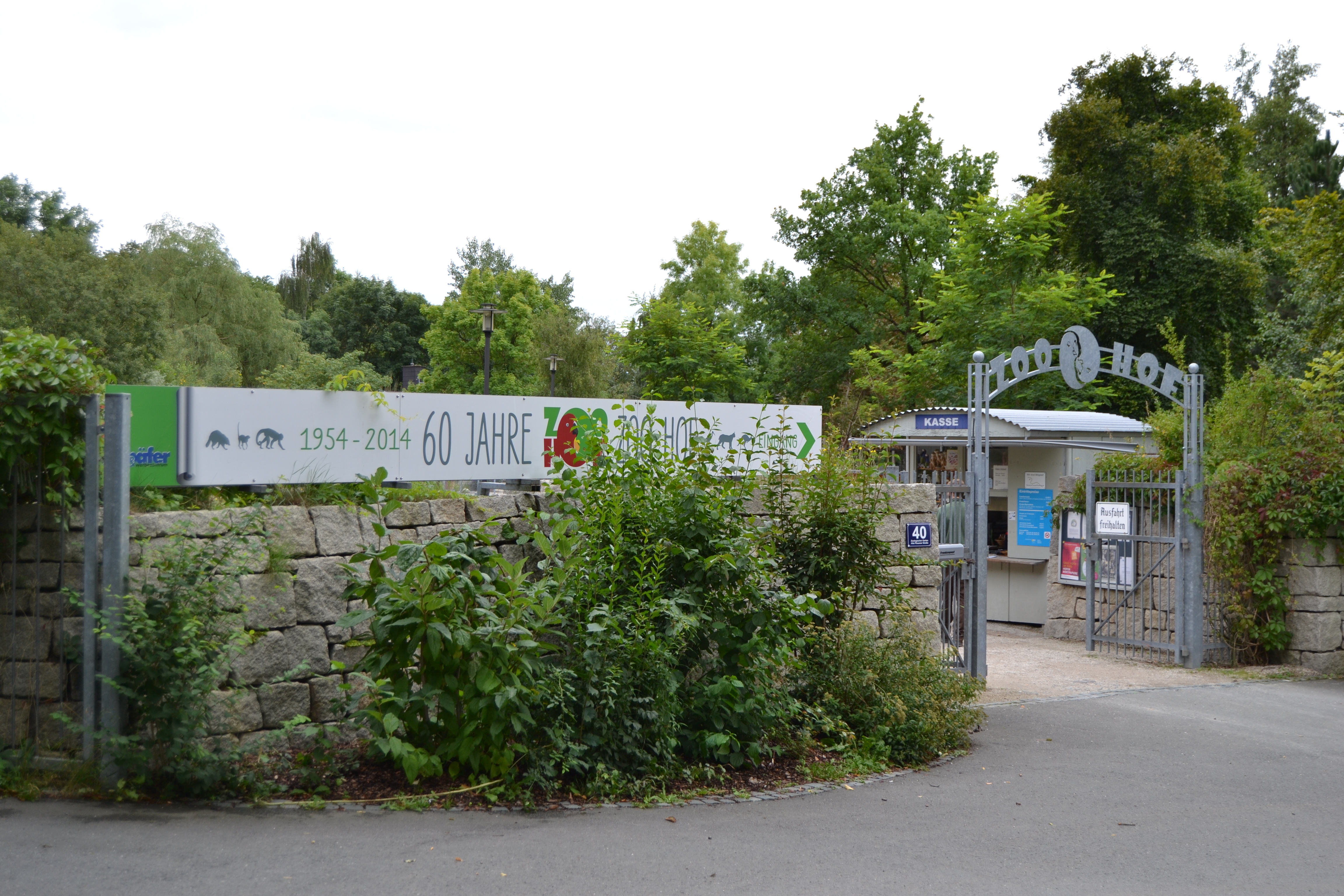
Zoologischer Garten Hof

Von 1970 bis 1990 wurde jährlich, danach etwa alle zwei Jahre bis 2011 von der IHK Bayreuth der Kulturpreis der oberfränkischen Wirtschaft an Personen vergeben, die sich um das kulturelle Leben in Oberfranken verdient gemacht haben.
In Bayreuth, der Hauptstadt Oberfrankens, finden jährlich im Sommer die Richard-Wagner-Festspiele statt, auch bekannt unter dem Namen Bayreuther Festspiele.
Das Festival junger Künstler Bayreuth ist ein 1950 gegründetes Festival für junge Musiker und Künstler aus aller Welt, das jährlich zur Zeit der Bayreuther Festspiele stattfindet.
Seit 1967 finden in Hof die Internationalen Hofer Filmtage statt, gegründet von dem in Hof geborenen Heinz Badewitz. Dabei stehen vor allem Filmproduktionen von deutschen Filmhochschulen im Vordergrund.
Zwei der bedeutendsten Orchester Bayerns sind in Oberfranken beheimatet. Die Hofer Symphoniker sind ein internationales Orchester, das sich auch sozial engagiert. Enoch zu Guttenberg war sein Ehrendirigent. Die Bamberger Symphoniker – Bayerische Staatsphilharmonie sind ein bedeutendes deutsches A-Orchester, das seit seiner Gründung 1946 in Bamberg beheimatet ist.
Das Internationale Künstlerhaus Villa Concordia ist ein im Auftrag des Freistaates Bayern betriebenes Künstler- und Stipendiatenhaus in Bamberg, das am 20. Oktober 1997 durch das Bayerische Staatsministerium für Wissenschaft, Forschung und Kunst gegründet wurde.
Der Zoologische Garten Hof ist der einzige Zoo in Oberfranken. Er wurde 1954 eröffnet. Seine Bewohner sind u. a. Reptilien, Amphibien, Kattas, Gibbons sowie heimische Tierarten. Auf dem Gelände des Zoos befindet sich auch der Geologische Garten. Dort ist der Lauf der Saale mit Vegetation und Gesteinsarten dargestellt.

### Dialekte
Oberfranken gehört größtenteils dem mainfränkischen Ostfränkisch mit den oberfränkischen Dialekten an, hat aber auch Gebiete, in denen Nordbairisch bzw. Südostthüringisch gesprochen wird.
Im Museum für Bäuerliche Arbeitsgeräte in der Altstadt in Bayreuth ist die KulturServiceStelle des Bezirks Oberfranken untergebracht. Im Jahr 2015 kürte sie erstmals ein Oberfränkisches Wort des Jahres, wobei die Wahl auf „Wischkästla“ (für Smartphone) fiel, daneben gab es aber auch weitere Vorschläge wie „Herrgottsmuggerla“ (für Marienkäfer) und „etzerla“ (für jetzt aber). Im Jahr 2016 wurde der Satz „A weng weng“ (auf Hochdeutsch „Ein bisschen wenig“) gewählt, 2017 folgte der Ausdruck „Urigeln“ (das Kribbeln, wenn kalte Hände und Füße wieder warm werden).

### Tourismus

#### Kreisfreie Städte
Der Tourismus ist eine Branche, die für den Raum Oberfranken immer bedeutsamer wird. Die größte Touristenstadt in Oberfranken ist die Unesco-Weltkulturerbestadt Bamberg. Auch bedingt durch die Flusskreuzfahrten auf dem Main-Donau-Kanal, gehört die Stadt zu den bedeutendsten Tourismuspunkten in Bayern. Die Stadt mit den zweitmeisten Touristen ist Bayreuth. Viele Besucher kommen zu den Bayreuther Festspielen, aber auch zum Markgräflichen Opernhaus (Weltkulturerbe seit 2012). Hof steht beim Tourismus in Oberfranken auf Platz drei. Wichtig für den Tourismus sind die Sehenswürdigkeiten wie die Innenstadt, der Theresienstein, der Botanische und der Zoologische Garten. Auch die Kultur ist ein bedeutender Faktor, mit Theater, Freiheitshalle, den Symphonikern und den Hofer Filmtagen. Auch in der Vestestadt Coburg ist Tourismus wichtig. Sehenswürdigkeiten sind die Altstadt, die Veste Coburg, das Schloss Ehrenburg und das Landestheater Coburg. Das jährlich stattfindende Coburger Samba-Festival ist die größte Veranstaltung dieser Art außerhalb Brasiliens und wird von etwa 200.000 Gästen pro Jahr besucht.

#### Weitere Sehenswürdigkeiten
Sehenswürdigkeiten sind auch die Basilika Vierzehnheiligen, die Burg Pottenstein und die Plassenburg. Naturschönheiten sind die Fränkische Schweiz mit der Teufelshöhle in Pottenstein, der Main, die Saale, der Itzgrund, der Steigerwald, der Frankenwald und das Fichtelgebirge.
- Liste von Pfarrhäusern in Bayern (Oberfranken)
- Liste von Burgen und Schlössern in Oberfranken

## Schutzgebiete
Im Regierungsbezirk gibt es 95 Naturschutzgebiete, 70 Landschaftsschutzgebiete, 113 Fauna-Flora-Habitat-Gebiete, neun EU-Vogelschutzgebiete und mindestens 565 ausgewiesene Geotope. Das größte Naturschutzgebiet im Bezirk ist das Muschelkalkgebiet am Oschenberg.
Siehe auch:
- Liste der Naturschutzgebiete in Oberfranken
- Liste der Landschaftsschutzgebiete in Oberfranken
- Liste der FFH-Gebiete in Oberfranken
- Liste der EU-Vogelschutzgebiete in Oberfranken
- Liste der Geotope in Oberfranken

## Verkehr

### Straße
Durch Oberfranken führen mehrere Autobahnen mit Anbindung aller größeren Städte. Im Westen führt die A 73 (Nürnberg–Suhl) von Forchheim über Bamberg und Lichtenfels nach Coburg, im Osten verbinden die A 9 (Berlin–München) Pegnitz, Bayreuth, Kulmbach und Hof sowie die A 93 (Hof–Holledau) Marktredwitz, Wunsiedel und Selb mit Hof. Die A 70 (Schweinfurt–Bayreuth/Kulmbach) stellt eine Querverbindung zwischen A 73 und A 9 her und verbindet die beiden größten oberfränkischen Städte, Bamberg und Bayreuth. Durch Oberfranken führen ein Teilstück der A 72 zwischen Hof und Trogen und ein Abschnitt der A 3 bei Schlüsselfeld.
Folgende Bundesstraßen verlaufen durch Oberfranken:
- B 2
- B 4
- B 15
- B 22
- B 26
- B 85
- B 89
- B 173
- B 279
- B 289
- B 303/E 48
- B 505
- B 470

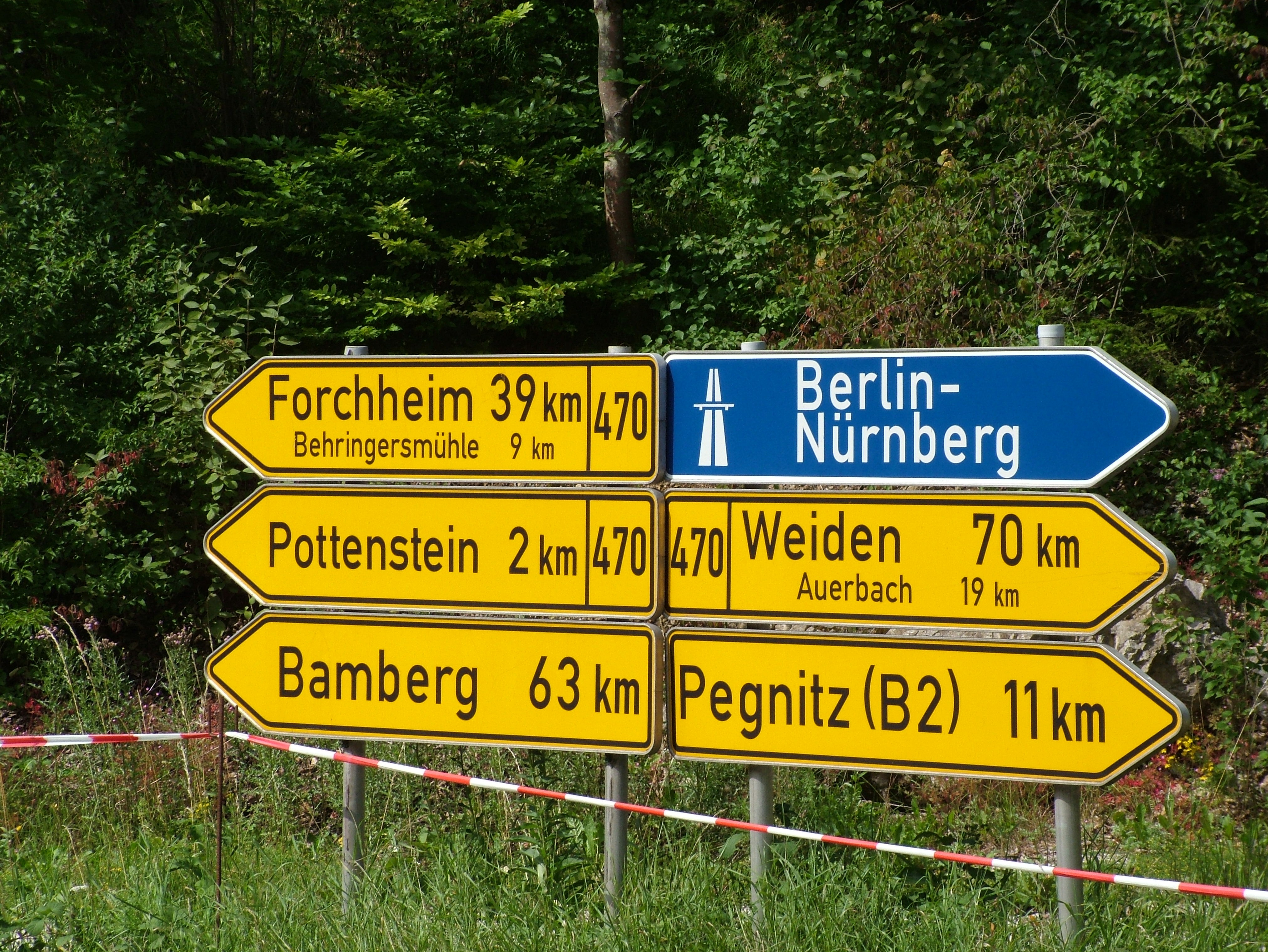
Wegweiser an der B 470

Im Jahr 2022 wurden auf Oberfrankens Straßen 31.213 Unfälle registriert, dabei starben 49 Menschen. Die hauptsächlichen Unfallursachen waren Raserei (22 Todesopfer), Alkohol und Drogen.

### Eisenbahn
Der einzige ICE-Systemhalt in Oberfranken ist der Bahnhof Bamberg, der annähernd stündlich von Zügen der Linie Hamburg–Berlin–München bedient wird. Einzelne Zugpaare halten auch in Coburg. Des Weiteren verkehrt eine ICE-Verbindung werktags von Lichtenfels nach München. Zusätzlich verkehrt im Zweistundentakt ein IC der Linie 61 Karlsruhe–Leipzig über Bamberg, Lichtenfels, Kronach und Ludwigsstadt. Zukünftig soll eine Intercity-Linie von München über Hof (Saale) nach Berlin und weiter nach Rostock fahren.
Ein weiterer Knotenpunkt ist der Hofer Hauptbahnhof, von hier aus bestehen Verbindungen nach Leipzig und Dresden sowie nach München. Auch besteht mit dem Güterverkehrszentrum in Hof eines der größten Containerterminals Bayerns.
Die elektrifizierten Strecken im Westen Oberfrankens zwischen Forchheim, Bamberg, Lichtenfels, Coburg und Kronach werden im Regionalverkehr durch den Franken-Thüringen-Express erschlossen. Zudem verläuft die Linie S1 der S-Bahn Nürnberg auf ihrem nördlichsten Abschnitt durch Oberfranken. Die nicht elektrifizierten Strecken zwischen Bayreuth, Kulmbach und Marktredwitz werden von Dieselzügen bedient. 2011 übernahm agilis den Betrieb auf den Nahverkehrsstrecken der Region.
Elektrifizierte Strecken, die durch Oberfranken verlaufen, sind:
- Schnellfahrstrecke Nürnberg–Erfurt
- Nürnberg–Bamberg
- Bamberg–Rottendorf
- Bamberg–Hochstadt-Marktzeuln
- Coburg–Lichtenfels
- Coburg–Sonneberg
- Hochstadt-Marktzeuln–Probstzella
- Leipzig–Hof

Darüber hinaus werden folgende nicht elektrifizierte Haupt- und Nebenstrecken betrieben:
- Nürnberg Nordost–Gräfenberg
- Forchheim–Ebermannstadt
- Breitengüßbach–Ebern
- Coburg–Bad Rodach
- Hochstadt-Marktzeuln–Hof
- Bayreuth–Neuenmarkt-Wirsberg
- Bayreuth–Weidenberg
- Weiden–Bayreuth
- Schnabelwaid–Bayreuth
- Münchberg–Helmbrechts
- Hof–Bad Steben
- Cheb–Oberkotzau
- Regensburg–Oberkotzau
- Selb-Plößberg–Selb Stadt
- Nürnberg–Cheb

Die Strecken Strullendorf–Frensdorf und Frensdorf–Schlüsselfeld und Bamberg–Bamberg Hafen werden nur im Güterverkehr, die Strecken Ebermannstadt–Behringersmühle und Steinwiesen–Nordhalben nur im Museumsbetrieb befahren.

### Flugverbindungen
- Keine – nur Privat- und Firmenflüge, u. a. vom Verkehrslandeplatz Hof-Plauen

### Radwege
- Main-Radweg
- Saale-Radweg

### Wanderwege
- Kurze Strecke des Rennsteigs
- Frankenweg
- Fränkischer Gebirgsweg
- Fränkisches Steinreich
- Höhenwege im Fichtelgebirge
- Main-Donau-Weg (Bad Staffelstein – Regensburg)
- Main-Wanderweg
- Saar-Schlesien-Weg
- Jean-Paul-Weg

## Bezirk Oberfranken
Der Bezirk Oberfranken bildet mit den anderen bayerischen Bezirken die dritte kommunale Ebene des Bundeslandes. Die Kernaufgaben des Bezirks liegen im sozialen und kulturellen Bereich. Die Organe des Bezirks sind der Bezirkstag, der Bezirksausschuss und der Bezirkstagspräsident (Art. 21 Bezirksordnung – BezO).

### Zusammensetzung
| Wahl | CSU | SPD | FW | Grüne | FDP | REP | NPD | GDP 1 | BP | Die Franken | Die Linke | AfD | Gesamt |
| ---- | --- | --- | -- | ----- | --- | --- | --- | ----- | -- | ----------- | --------- | --- | ------ |
| 2018 | 8   | 3   | 3  | 3     | 1   |     |     |       |    |             | 1         | 2   | 21     |
| 2013 | 8   | 4   | 2  | 1     |     |     |     |       |    | 1           | 1         |     | 17     |
| 2008 | 9   | 4   | 2  | 1     | 1   |     |     |       |    |             |           |     | 17     |
| 2003 | 10  | 5   | 1  | 1     |     |     |     |       |    |             |           |     | 17     |
| 1998 | 10  | 8   | 1  | 1     |     |     |     |       |    |             |           |     | 20     |
| 1994 | 11  | 8   |    | 1     |     |     |     |       |    |             |           |     | 20     |
| 1990 | 11  | 7   |    | 1     |     | 1   |     |       |    |             |           |     | 20     |
| 1986 | 13  | 7   |    | 1     |     |     |     |       |    |             |           |     | 21     |
| 1982 | 13  | 8   |    |       |     |     |     |       |    |             |           |     | 21     |
| 1978 | 12  | 9   |    |       |     |     |     |       |    |             |           |     | 21     |
| 1974 | 13  | 9   |    |       |     |     |     |       |    |             |           |     | 22     |
| 1970 | 13  | 10  |    |       |     |     |     |       |    |             |           |     | 23     |
| 1966 | 10  | 10  |    |       | 1   |     | 2   |       |    |             |           |     | 23     |
| 1962 | 12  | 11  |    |       | 1   |     |     | 1     | 1  |             |           |     | 25     |
| 1958 | 11  | 10  |    |       | 1   |     |     | 2     | 1  |             |           |     | 25     |
| 1954 | 8   | 9   |    |       | 2   |     |     | 3     | 3  |             |           |     | 25     |

### Bezirkstagspräsidenten
Nach Einrichtung der Kreise als höhere Kommunalverbände erhielten sie auch eine Legislative. Diese hieß zunächst Landrat, deren Mitglieder Landräte, die Vorsitzenden des Gremiums hießen Präsidenten des Landrats (1829–1919), Präsidenten des Kreistages (1919–1933), Präsidenten des Bezirksverbandstages. Seit 1954 werden sie als Präsidenten des Bezirkstages bezeichnet.
- Linke: 1
- SPD: 3
- Grüne: 3
- FDP: 1
- FW: 3
- CSU: 8
- AfD: 2

- 1829–1830 Franz Ludwig von Hornthal
- 1832–1833 Karl von Dobeneck
- 1833–1833 August Voit von Salzburg
- 1834–1836 Karl von Dobeneck
- 1837–1839 Christian von Landgraf
- 1840–1841 Carl von Redwitz
- 1841–1842 Ernst von Waldenfels
- 1843–1844 Carl Vetterlein
- 1846–1848 Ernst von Waldenfels
- 1848–1851 Karl von Dobeneck
- 1852–1863 Oskar von Seefried
- 1863–1868 Moritz Steinhäuser
- 1868–1879 Julius von Rotenhan
- 1879–1900 Theodor von Muncker
- 1900–1908 Josef Ritter von Schmitt
- 1908–1919 Alexander von Feilitzsch
- 1919–1928 Adolf Wächter
- 1929–1933 Nikolaus Schmidt
- 1933–1938 Vakanz
- 1938–1942 Willy Liebel (zuständig für Ober- und Mittelfranken)
- 1942–1954 Vakanz
- 1954–1962 Hans Rollwagen (SPD)
- 1962–1982 Anton Hergenröder (CSU)
- 1982–2003 Edgar Sitzmann (CSU)
- 2003–2018 Günther Denzler (CSU)
- seit 2018 Henry Schramm (CSU)

## Regierungsbezirk
Der Regierungsbezirk Oberfranken ist gebietsmäßig identisch mit dem Bezirk Oberfranken. Er ist der Zuständigkeitsbereich der staatlichen Mittelbehörde Regierung von Oberfranken.

### Regierungspräsidenten von Oberfranken
(bis 1837 Generalkommissäre)
| Amtszeit             | Regierungspräsident           |
| -------------------- | ----------------------------- |
| 1810–1814            | Friedrich Karl von Thürheim   |
| 1815–1832            | Constantin Ludwig von Welden  |
| 1832–1837, 1838–1840 | Ferdinand von Andrian-Werburg |
| 1840–1857            | Melchior Ritter von Stenglein |
| 1858–1863            | Friedrich von Podewils        |
| 1863–1864            | Nikolaus von Koch             |
| 1864–1868            | Theodor von Zwehl             |
| 1868–1873            | Ernst von Lerchenfeld         |
| 1873–1876            | Hugo von Herman               |
| 1876–1893            | Karl Alexander von Burchtorff |
| 1893–1909            | Rudolph von Roman             |
| 1909–1916            | Gustav von Brenner            |
| 1916–1932            | Otto von Strössenreuther      |
| 1933–1934*           | Hans Georg Hofmann            |
| 1934–1944*           | Hans Dippold                  |
| 1944–1945*           | Heinrich Detloff von Kalben   |
| 1945*                | Geheimrat Ernst Reichard      |
| 1945–1948*           | Hans Schregle                 |
| 1948–1956            | Ludwig Gebhard                |
| 1957–1973            | Fritz Stahler                 |
| 1973–1989            | Wolfgang Winkler              |
| 1989–1998            | Erich Haniel                  |
| 1998–2006            | Hans Angerer                  |
| 2006–2016            | Wilhelm Wenning               |
| 2016–2023            | Heidrun Piwernetz             |
| 2023–                | Florian Luderschmid           |

Anmerkung: 1933 bis 1948 gemeinsamer Regierungspräsident mit Mittelfranken